# 鄱阳湖
鄱阳湖是中華人民共和國最大的淡水湖，位于江西省北部、长江南岸，鄱阳湖上承赣、抚、信、饶、修五河之水，下接該国第一大河——长江。跨南昌市、南昌县、进贤县、余干县、鄱阳县、都昌县、湖口县、九江市、庐山市、德安县和永修县等市县。

## 水文特征
鄱阳湖南北长173公里，东西最宽处74公里，平均宽16.9公里，湖岸线长1200公里，湖口水位21.71米时湖面面积3283平方公里，是中國第二大湖泊，僅次於鹹水湖青海湖，也是中国五大淡水湖中最大的。
湖面以松门山为界，分南北两部分，南部主湖区宽广，长133公里，最宽74公里，湖水较浅；北部狭长，为入江水道，长40公里，最窄处约2.8公里，湖水较深。
湖水补给包括赣江、抚河、信江、饶河、修河和博阳河、西河等河道，经调蓄后，向北由湖口注入长江。入长江水量年均1460亿立方米，超过黄河、淮河、海河水量的总和。鄱阳湖水系流域面积16.22万km2，约占江西省流域面积的97%，占长江流域面积的9%：年均径流量为1525亿立方米，约占长江流域年均径流量的16.3%。
鄱阳湖是一个季节性变化巨大的吞吐型湖泊，洪水期与枯水期面积、蓄水量差异悬殊。具有“高水是湖，低水似河”“洪水一片，枯水一线”的独特形态，鄱阳湖洪水受长江干流与江西五河洪水的双重影响。年内水位变幅在9.79～15.36米，绝对水位变幅达16.69米。每年春夏之交，湖水猛涨，水面迅速扩大，烟波浩渺；但到了冬季，湖水剧降，洲滩裸露，湖面仅剩几条蜿蜒的水道。根据湖口水文站1950年至2019年共70年资料，有53年发生长江倒灌入鄱阳湖倒灌，倒灌入湖总水量为1462亿立方米，平均每年为27.6亿立方米。其中，最大倒灌流量为1991年7月11日13600秒立米，当时湖口站水位为18.56m；年最大倒灌水量为1991年114亿立方米；倒灌最高水位发生在2016年7月7日10时至8日10时，湖口站水位从21.03米上涨至21.22米。（这段的数据有点问题，引用来源也没找到，相关水文资料可以参考该论文 （页面存档备份，存于））
鄱阳湖星子站是鄱阳湖水文情况的标志性站点。
星子站最高水位22.53米（2020年7月12日零时），超过1998年洪水位22.52m，水体面积达4403平方公里（卫星遥感监测数据），超越青海湖，暂列中国第一大湖；
星子站最低水位7.1米（2022年9月26日6时），较有水文记录以来最低水位7.11米（2004年2月4日）低0.01米，这标志着鄱阳湖水位刷新历史极值， 鄱阳湖面积萎缩至244 km2，蓄水量仅为7.8×108 立方米。
2020年7月10日，长江水利委员会水文局发布鄱阳湖湖口附近江段、鄱阳湖湖区洪水红色预警。江西省防汛抗旱指挥部决定于2020年7月11日10时将防汛Ⅱ级应急响应提升至Ⅰ级。与1998年相比，湖区无论是堤防还是抗洪抢险设施设备都有大幅提升。
2023年7月20日11时，鄱阳湖星子站水位退至11.99米，为1951年有纪录以来同期最低水位，鄱阳湖提前进入枯水期，2023年成为有纪录以来最早进入枯水期的年份。

## 地质地貌
鄱阳湖区第三纪时是一巨大盆地。喜马拉雅运动时，西侧断裂上升为庐山，东侧陷落为鄱阳湖入江水道。第四纪时鄱阳湖区再度下沉。
“高水是湖，低水似河”是鄱阳湖的特征。湖底水道高程自南向北渐降，由海拔12米降至湖口约1米，鞋山附近为-1米，褚溪口低达-2米。
湖区由水道、洲滩、岛屿、内湖和汊港组成：
- 赣江自南昌以下分4支，主支在吴城与修水汇合，进入湖北部，为湖区西水道；南、北、中3支与抚江、信江均先后汇入湖南部，为湖区东水道。东、西水道在褚溪汇合为入江水道。
- 洲滩分沙滩、泥滩、草滩3种。沙滩多在水位14米以下，面积约1895平方公里，草滩多在14～18米，面积约1235平方公里。
- 全湖现有岛屿25处，共41座（中、低水位时多为滩丘），面积约100平方公里。
- 内湖出现在枯水期，中、高水位时与大水面联成一片，主要分布在东、南、西部；
- 汊港多分布于入江水道东岸，主湖区北岸和东北、东南湖隅，主要汊港共约20处。

## 历史变迁
鄱阳湖古称彭蠡泽、彭泽、彭湖、官亭湖、扬澜、担石湖。
古称彭蠡泽，古代彭蠡泽范围大致包括今长江北岸的湖北东部的源湖、安徽西部的龙感湖、大官湖和泊湖等滨江湖泊区，与长江水面相连接。当时长江南岸由古赣江汇注而成的水域也与长江汊道在湖口相通，但湖面面积很小，直至秦漢之时仍仅限于罂子口（今星子县境，東吳晉时古赣江流注彭蠡泽的交汇口）以北至湖口的狭长地带，因罂子口旁有宫亭庙，故称为宫亭湖。西汉后期，彭蠡泽与长江完全分离，江北水域逐渐演变成今江北诸湖，而江南水域则逐渐扩大，演化成今日的鄱阳湖。由于班固在《汉书·地理志》有“豫章郡……县十八：……彭泽，《禹贡》彭蠡泽在西”之语，此后“彭蠡泽”遂指今鄱阳湖。
对于“彭蠡泽”名称的变迁，学者看法不同，有的根据《尚书·禹贡》所载“导漾……东汇泽为彭蠡”，认为古彭蠡泽仅指江北水域，班固之说为附会之言；有的认为古彭蠡泽地跨长江两岸，包括江南水域，今鄱阳湖是古彭蠡泽解体演化而成。
在汉代，现鄱阳湖水域乃是湖汉水（今赣江）下游平原，西汉时附近番县改为番阳县；东汉将番字加“阝”旁作鄱改称鄱阳县；汉海昏侯封地豫章郡的海昏县亦在此。西汉时跨江南北，称彭蠡湖；东汉时因庐山下有宫亭庙，改称宫亭湖。
那时，长江主泓道在今龙感湖一带，在庐山以北的仅是长江一汊道，当时称为小江。
三国时，彭泽分为南北两湖，长江从两湖之间的地峡上流过。后北湖演化为鄂皖交界的龙感湖、安徽境内的大官湖和泊湖。在鄱阳湖大举南侵之前，低洼的鄱阳盆地上原本是人烟稠密的城镇，随着湖水的不断南侵，至南朝时湖水直抵新建樵舍（今南昌经开区樵舍镇）附近，鄱阳湖盆地内的鄡阳县城和海昏县治先后被淹入湖中，而位于海昏县邻近较高处的吴城却日趋繁荣成江西大古镇之一，因此，历史上曾有“淹了海昏县，出了吴城镇”（“沉海昏，起吴城”）之说。西晋南北朝时仍称彭蠡湖。
约在400年，即東晉後期，长江主泓道移至今九江-湖口一带。江水阻挡了赣江的排水，还倒灌入赣江下游平原，逐步形成鄱阳湖。
隋时因湖水逼近鄱阳山（原名力士山，亦名石印山，后因地名鄱阳县而称鄱阳山。据考，它位于鄱阳县西北的湖中，2016年调查认为是今鄱阳县双港镇长山岛）而名鄱阳湖。另一说因湖水越过松门山直抵鄱阳县附近，故而易名鄱阳湖。还有一说据《中国地名大词典》载，隋朝时期因接博阳山而改称鄱阳湖，地名沿用至今。
到了盛唐時，鄱阳湖面积最大达6000平方公里。
2023年5月10日，鄱阳湖康山蓄滞洪区安全建设工程开工建设。

## 事件
鄱陽湖老爺廟水域在半個多世紀內，傳出有百餘艘船隻失蹤的案例，連殘骸都找不到，所以鄱陽湖有時被稱做大陸的「百慕達三角」。2013年江西省考古人員首度在鄱陽湖發現沉船遺跡。
1363年鄱阳湖之战在此发生。 这场水战是中国历史上规模最大的水战。最后朱元璋战胜了陈友谅。

## 人文旅游

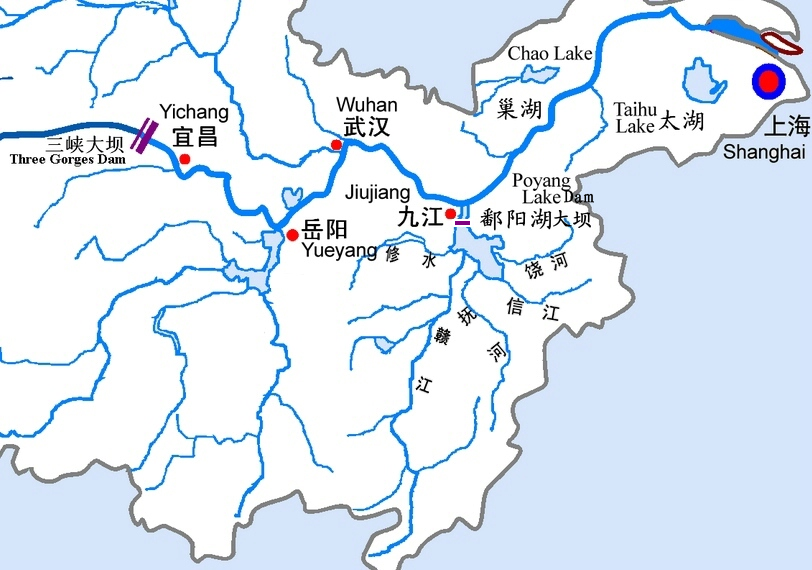
鄱阳湖大坝位于长江中游与鄱阳湖交汇口处。

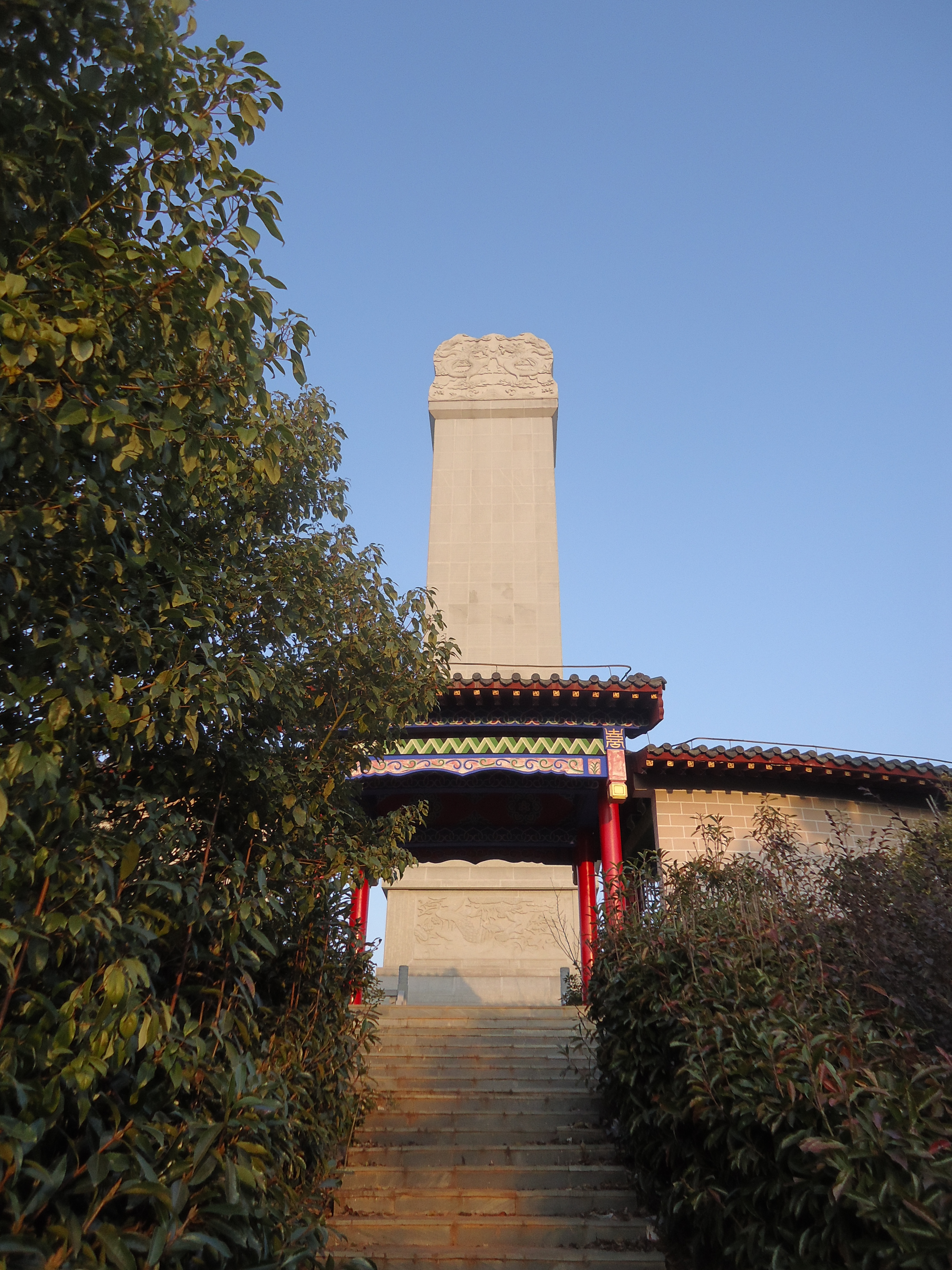
鄱阳湖国家湿地公园的石碑，上题“天下第一湖”。

鄱阳湖流域自古以来是中国经济较为发达的富裕地区，中国历史上很多杰出人物如東漢後期的徐稚、東晉的陶渊明、隋代的林士弘、北宋的刘恕、洪适、南宋中後期的江万里、晚明的朱耷等都在湖区出生成长。这里又发生许多威武雄壮的英雄事迹，如周瑜操练水师、朱元璋与陈友谅之间的鄱阳湖之战、王守仁生擒朱宸濠、太平军“湖口大捷”、李烈钧在湖口发起“二次革命”等。鄱阳湖是古代从北方进入江西的唯一水道。唐代诗人王勃在《滕王阁序》中的名句“渔舟唱晚，响窮彭蠡之滨”，描述的正是鄱阳湖上的渔民捕鱼归来的欢乐情景。
“鄱湖接近长江处，二水相交奇景生；澈液浑流互排斥，浊清界线见分明”。长江、鄱阳湖的汇合处，界线分明，一边混浊，一边清澈，互不相融，可见一条明显的清浊分界线，乃一大奇观，令人惊叹不已。

## 生态保护
鄱阳湖是白鹤等珍稀水鸟的重要栖息地。每年秋末冬初，从俄罗斯西伯利亚及中国东北等地，飞来成千上万只候鸟到鄱阳湖越冬，如今，鄱阳湖保护区内鸟类已达300多种，近百万只，其中珍禽50多种，已是世界上最大的鸟类保护区。世界上现有白鹤大约为4000多只。其中90%在鄱阳湖越冬。鄱阳湖是白鹤的世界，水鸟的天堂。
目前在鄱阳湖湖区设立的各类保护区有：
- 国家级：江西省鄱阳湖自然保护区、鄱阳湖生态功能保护区
- 省级：江西省鄱阳湖南矶湿地自然保护区、江西省鄱阳湖河蚌保护区、江西省鄱阳湖湖鲤鲫鱼产卵场自然保护区、江西省鄱阳湖银鱼自然保护区、江西省鄱阳湖长江江豚自然保护区。

## 生态环境问题

### 现状
中国第一大淡水湖鄱阳湖历来承担着防洪蓄水、调节气候、降解污染等生态功能，具有非常重要的地位。基于它显著的季节性特点，丰水期和枯水期面积变化悬殊，造成湖区流域内旱涝无常、湖区沙化、湿地退化和植被破坏加剧，而且因水质恶化，血吸虫病依然可见。有迹象表明，鄱阳湖区旱化正在加重，枯水期提前且延长。 

### 干旱
1959年至1961年的三年大饥荒期间，鄱阳湖区域旱灾严重。
2004年10月份,江西省气象台统计资料显示，江西省发生了严重旱情，30个县市滴雨未下，省平均雨量仅4毫米，鄱阳湖水面面积缩小600多平方公里。与历年同期相比，减少百分之九十五，创造了有气象记录以来仅次于1997年同期的第二个最低纪录。
2007年1月份前后，鄱阳湖区遭遇50年来异常罕见的持续干旱天气。鄱阳湖星子水区河床表面干涸，地面裂口裂口宽度直径达2～3厘米；航道变窄，船只必须缓慢航行才能安全通过。鄱阳县旱严重，河床两三指宽的裂纹遍布的湖滩。地表水下降，县8万人饮水困难。2006年，湖口县水务局数据显示，湖口水文站最高水位为16.46米，最低水位仅为10.16米， 形成“枯水一线”的严重旱灾。 
2012年1月，受鄱阳湖干旱影响，赣江航道逢特枯水位，航深不足，造成赣江航道通行不畅，过往船舶大面积拥塞，搁浅事故时有发生。

#### 干旱成因
自然原因导致降雨减少是湖区干旱原因之一，另一成因被认为是长江三峡水利工程蓄水防水，影响湖区气候调节和打破湖水吞吐的规律。湖区吞吐的不规律，使鄱阳湖及长江中下游流域出现汛时更丰、旱时更干的异常现象。
中国地震局研究员高建国认为，三峡水库已经客观上已对鄱阳湖的生态与环境造成多方面的负面影响。他表示，三峡水库每年5月末至6月初，需腾空三峡库区库容来应对主汛期，而此时也是江西省的主汛期，两者叠加，吞吐规律大受影响。他表示，只有湖控工程才能恢复鄱阳湖的吞吐功能，以调节水位。
中国水利部防洪抗旱减灾工程技术研究中心常务副主任程晓陶则持相反的观点，三峡每年汛后会把所蓄水从145米调至175米高程，而现汛前则相反，对鄱阳湖影响不大。

#### 干旱应对
水利专家、江西省水利厅厅长孙晓山提出，应从鄱阳湖水利工程建设、节型水经济、水库调度和采砂管理等方面着手。
复旦大学教授、生态学家陈家宽认，为应加快建设鄱阳湖流域内自然保护区，保护生物多样性。
耶鲁大学教授查德威克•奥利弗表示，鄱阳湖保护与开发是个系统工程，需要集中包括科学家、技术人员、政府及民众等社会各方面的智慧，采取最合适的发展途径。

### 水土流失
2010年4月，源自江西省水利厅数字显示，江西有侵蚀地貌崩岗近5万个，占全国的20％左右，仅次于最严重的广东省（约45%），崩岗面积2万多公顷。每年，共有800多万吨泥沙沉积于在赣江、抚河、信江、饶河及修水五河和鄱阳湖中，占总量的97％。 
江西多为红壤丘陵地带，水力侵蚀严重，近年来鄱阳湖水趋于浑浊。江西省第三次土壤侵蚀遥感调查称，其境内水土流失总面积为3万平方公里，占土地总面积的20％。
经过十多年治理，鄱阳湖流域森林覆盖率高达60％。但是水土流失问题依然严重，被形象形容为"边止血边流血"。专业人士认为，水土流失与植被覆盖率紧密相关。但是森林资源的结构性矛盾弱化了森林覆盖率的作用，森林植被起到水土保持、涵养水源的作用有限。
此外，当地只顾眼前利益，造林多用速生林、经济林、人工林及中幼林，结果导致林地质量下降。更关键的是，流域内森林植被的年龄结构趋于年轻化，林冠阻水能力和降水调节能力较低，雨水等直接冲刷地表土壤，从而形成大片的地表径流。
非生态保护性的造林整地措施同样被生态专家们所关注。

### 采砂
鄱阳湖流域非法采砂者因暴利而趋之若鹜，问题由来已久，夜晚采砂随处可见。据新华社报道，沙石价格在每吨20元／吨—50元／吨左右，运抵上海等沿海地区则价格可暴涨至近200元／吨，砂石被当地人戏称称为“水中海洛因”。非法采砂不仅给当地生态环境造成了巨大破坏，而且对鄱阳湖湿地的完整性、野生渔业水产资源及候鸟食物链都形成了严重威胁。
2006年9月，江西省颁布《江西省河道采砂管理办法》。2008年2月，江西省政府出台《关于进一步加强赣江中下游及鄱阳湖采砂管理的意见》，实行严格的采砂制度，已经达到开采许可量的，停止采砂。

### 野生动植物、水产

#### 江豚
鄱阳湖江豚死亡案例时有发生，2013年4月6日16时，赣江边发现一头死亡的成年江豚，这是该流域发现的第二起江豚死亡案例。

#### 候鸟
在鄱阳湖国家级自然保护区内，出于暴利驱动，捕杀野生候鸟的行为屡禁不止。据《瞭望东方周刊》报道，在南昌市新建县“候鸟村”的黑市上，一只鄱阳湖野生天鹅可以卖到1500元。此举影响生物多样性。

#### 水产和水质
根据长江水利委员会水文局数据显示，湖区主要以Ⅲ类水和Ⅳ类水水质为主，丰水期以Ⅲ类水为主，但是枯水期以Ⅳ类水为主，丰水期较枯水期好，表明水量充足时水质变好。把Ⅲ类水作为参照，超标主要是氨氮和总磷。主要污染源来自赣江、抚河、信江、饶河及修水(修河)等五河，径流污染物相对最少。其他污染物依次为生活污水、工业废水、农业污染与和湖区人类活动。
央广网报道，2013年6月21日，虽然为期三个月的休渔期结束，鄱阳湖湖区都昌县渔民们开渔第一天，却收获甚少。渔民解释道，鄱阳湖罕见的春夏连旱持续至今，导致鱼类错失繁殖季节，影响了鱼类自身的生长，此外不法分子违法捕鱼也是成因之一。2012年5月25日江西省第十一届人大会议通过《江西省公布渔业条例》，施行休渔制度，在禁渔阶段定期投放鱼苗，加强水产业管理。

### 洪水
自鲧禹治水以来，鄱阳湖流域历来洪水泛滥，明清时期洪水尤甚：

明清以来鄱阳湖汛情略览　        
明 陈明政紫阳堤记 光绪江西通志 卷六十四
江西十三郡六十余县之水，由湖口以出于江。每春夏雨集，峡水盛江，江流湍急。而湖水势缓，为江流所遏，弗得出。则水益涨益阔，弥漫数百里，长洲巨滩，不得踪迹。与洞庭、震泽俱为天下之巨浸焉。
清 胡文翰 江西水道疏浚议二 同志鄱阳县志 卷十八
江西之水当以鄱阳湖为主而大江从之，盖十三郡之水皆入鄱湖。春夏则浩瀚无涯，霖雨暴涨，湖水倒灌，累月不退。则所蓄者大所泄者，少横流，泛滥之患，安能免乎！

中华人民共和国建国以来洪灾略览　      
1998年中国水灾：6月12日至6月27日，因为连续的降水，导致鄱阳湖水系爆发洪水，抚河、昌江、信江水位超过历史最高水位。
1998年8月7日，九江市长江大堤决口, 朱镕基总理在九江视察灾情时怒斥长江干堤是“豆腐渣工程”。
2010年6月21日，江西抚河遭遇史上有记录以来最大洪水，唱凯堤决堤。

## 延伸阅读
- 鄱阳湖水利枢纽工程

[在维基数据编辑]
 《欽定古今圖書集成·方輿彙編·山川典·鄱陽湖部》，出自陈梦雷《古今圖書集成》